# John C. Breckinridge
John Cabell Breckinridge (Lexington, 16 gennaio 1821 – Lexington, 17 maggio 1875) è stato un politico e generale statunitense, 14º vicepresidente degli Stati Uniti sotto la presidenza Buchanan, divenne maggiore generale nell'esercito degli Stati Confederati durante la guerra di secessione.

## Biografia

### I primi anni
John Cabell Breckinridge nacque a Thorn Hill, nella residenza della usa famiglia presso Lexington, il 16 gennaio
1821. Quartogenito di sei figli, suo padre era Joseph "Cabell" Breckinridge mentre sua madre era Mary Clay Smith; John era l'unico figlio maschio. Sua madre era figlia di Samuel Stanhope Smith, fondatore dell'Hampden–Sydney College nel 1775, e nipote di John Witherspoon, uno dei firmatari della Dichiarazione d'indipendenza degli Stati Uniti d'America. Era inoltre cugino di Henry Donnel Foster, membro della Camera, e di Sophonisba Breckinridge, attivista e sociologa. Avendo già in precedenza svolto il ruolo di presidente nella Camera dei Comuni del Kentucky, il padre di Breckinridge venne nominato segretario di Stato del Kentucky appena prima della nascita di suo figlio. Nel febbraio di quell'anno, un mese dopo la nascita di Breckinridge, la famiglia si spostò col governatore John Adair alla Governor's Mansion di Frankfort, così che suo padre potesse svolgere al meglio le sue mansioni di segretario di Stato.
Nell'agosto del 1823, una malattia descritta come una "febbre epidemica" colpì Frankfort, e Cabell Breckinridge decise a questo punto di portare i figli a vivere con sua madre a Lexington. Al suo ritorno, sia lui che sua moglie risultarono malati. Cabell Breckinridge morì, ma la moglie riuscì a sopravvivere. I suoi fondi non erano sufficienti a ripagare i debiti fatti, e sua moglie raggiunse i figli a Lexington, supportata in questo dalla suocera. Mentre si trovava a Lexington, Breckinridge frequentò la Pisgah Academy di Woodford County. Sua nonna lo instradò alla filosofia politica del defunto marito, John Breckinridge, che aveva prestato servizio al senato come Attorney General all'epoca del presidente Thomas Jefferson. Come legislatore di stato, Breckinridge aveva introdotto le Kentucky Resolutions nel 1798, definendo i diritti degli stati ed introducendo la dottrina della nullificazione in risposta agli Alien and Sedition Acts.
Dopo una discussione tra la madre di Breckinridge e sua nonna nel 1832, John, sua madre e sua sorella Laetitia si spostarono a Danville per vivere con sua sorella Frances e suo marito, che era presidente del Centre College. Lo zio di Breckinridge, William Breckinridge, si trovava anch'egli in città e propose di iscrivere il giovane al college nel novembre del 1834. Tra i suoi compagni di scuola al corso militare trovò Beriah Magoffin, William Birney, Theodore O'Hara, Thomas L. Crittenden e Jeremiah Boyle. Dopo aver ottenuto il diploma di Bachelor of Arts nel settembre del 1838, trascorse l'inverno successivo come residente diplomato al College del New Jersey (oggi Università di Princeton). Ritornato nel Kentucky a metà del 1839, fu lettore di legge col giudice William Owsley. Nel novembre del 1840, venne iscritto al secondo anno del corso di legge all'Università di Transylvania a Lexington, dove ebbe per insegnanti anche due membri della Corte d'Appello del Kentucky – George Robertson e Thomas A. Marshall. Il 25 febbraio 1841, ricevette il titolo di Bachelor of Laws ed il giorno successivo venne abilitato a praticare.

### La carriera
Breckinridge rimase a Lexington dove prese in prestito dei libri di legge dalla biblioteca di John J. Crittenden, padre di Thomas Crittenden. Avendo avuto modo però di vedere che a Lexington vi erano fin troppi avvocati, si spostò a Frankfort, ma non fu in grado di trovare un impiego stabile. Assieme al compagno di classe Thomas W. Bullock decise dunque di partire per il territorio dello Iowa il 10 ottobre 1841 alla ricerca di migliori opportunità. Soggiornando ad ovest, i due considerarono di stanziarsi in alcuni terreni che Breckinridge aveva ereditato a Jacksonville, nell'Illinois, ma trovarono abili personalità del calibro di Stephen A. Douglas ed Abraham Lincoln ad occupare incarichi in quel luogo. Continuarono verso Burlington e nell'inverno del 1842–1843, Breckinridge riportò agli altri membri della sua famiglia di aver firmato più casi di chiunque altro a Burlington. Influenzato da Bullock e dai cittadini dello Iowa, si identificò col Partito Democratico, e dal febbraio del 1843, venne nominato per la commissione democratica di Des Moines County. Gran parte dei Breckinridges erano stati Whigs, e quando suo zio seppe dell'affiliazione di suo nipote, dichiarò "Mi sento come se avessi saputo che mia figlia è stata disonorata."
Breckinridge visitò il Kentucky nel maggio del 1843. Qui proseguì i propri sforzi per mediare tra sua madre ed il resto dei Breckinridge prolungando la sua visita e decidendo poi di rimanervi per l'estate dopo aver contratto un'influenza a cui certo il clima più favorevole avrebbe giovato. Mentre era in casa dei propri famigliari, incontrò la cugina di Bullock, Mary Cyrene Burch, e dal settembre di quell'anno, i due erano ormai fidanzati. In ottobre, Breckinridge si recò in Iowa per concludere i propri affari in loco, e ritornò nel Kentucky per fondare un nuovo studio associato con Samuel Bullock, cugino di Thomas. Si sposò il 12 dicembre 1843 e si stabilì a Georgetown (Kentucky). La coppia ebbe insieme sei figli - Joseph Cabell (n. 1844), Clifton Rodes (n. 1846; poi membro del Congresso degli Stati Uniti per l'Arkansas), Frances (n. 1848), John Milton (n. 1849), John Witherspoon (n. 1850) e Mary Desha (n. 1854). Prendendo confidenza con le materie legislative, Breckinridge si trasferì nuovamente con la famiglia a Lexington nel 1845 ed aprì un nuovo studio associato col futuro senatore statunitense James B. Beck.

### La guerra messico-statunitense

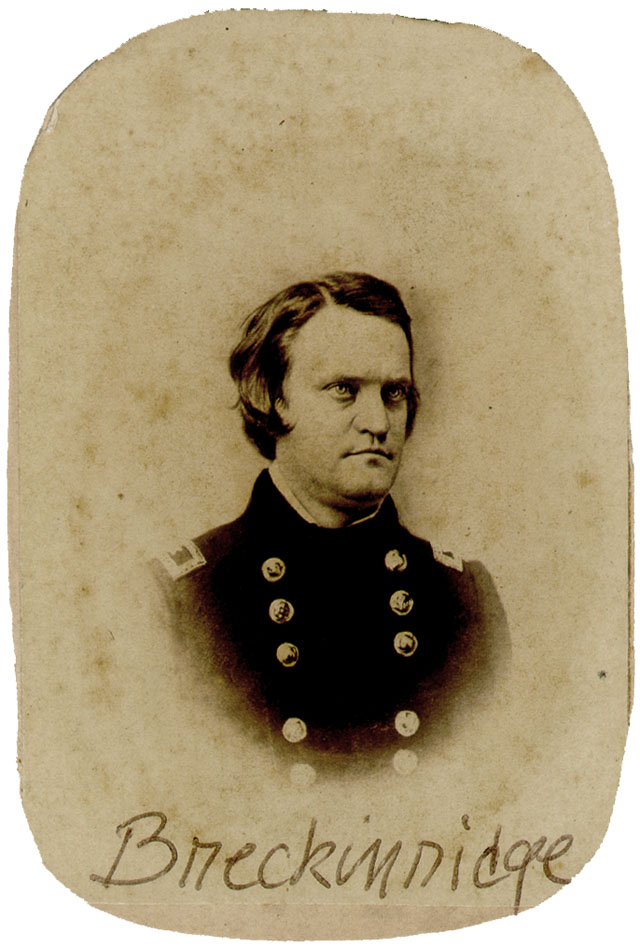
Breckinridge come membro dell'esercito degli Stati Uniti

Sostenitore della guerra messico-statunitense, Breckinridge ottenne l'opportunità di essere nominato membro dello staff del maggiore generale William Orlando Butler, noto democratico del Kentucky, ma Butler era in condizioni di fornirgli unicamente la posizione di aiutante di campo non pagata e gli consigliò di declinare l'offerta. Nel luglio del 1847, Breckinridge tenne un discorso commemorativo al funerale degli abitanti del Kentucky uccisi nella Battaglia di Buena Vista. L'orazione fece scoppiare in lacrime l'allora senatore whig Henry Clay, il cui figlio era tra i caduti, ed ispirò Theodore O'Hara nella scrittura de Bivouac of the Dead.
Breckinridge nuovamente pensò di porsi al servizio dell'esercito quando William Owsley, governatore del Kentucky, richiese due ulteriori reggimenti il 31 agosto 1847. I consiglieri di Owsley gli proposero per la commissione almeno la presenza di un democratico, ed il senatore John J. Crittenden fece il nome di Breckinridge. Il 6 settembre 1847, Owsley nominò Manlius V. Thomson come colonnello, Thomas Crittenden come tenente colonnello e Breckinridge come maggiore del 3º reggimento di fanteria del Kentucky. Il reggimento lasciò il Kentucky il 1º novembre e raggiunse Veracruz il 21 novembre. Dopo una seria epidemia di La Vomito, o febbre gialla, che scoppiò a Veracruz, il reggimento si portò a Città del Messico. I rapporti indicano che Breckinridge camminò quasi per tutto il percorso, permettendo ai soldati feriti di utilizzare il suo cavallo come trasporto. Quando il 3° Kentucky raggiunse Città del Messico il 18 dicembre, il combattimento era ormai terminato; il gruppo non prese parte ad alcuno scontro e rimase in città sino al 30 maggio 1848.
Richiesto più per le sue doti legali che per quelle militari, venne nominato assistente consigliere di Gideon Johnson Pillow nel corso del processo da lui istruito contro Winfield Scott. Cercando di far venir meno le ambizioni presidenziali di Scott, Pillow ed i suoi sostenitori pubblicarono delle lettere di discredito nei confronti della condotta tenuta da Scott nelle vittorie americane di Contreras e Churubusco. Per nascondere il suo coinvolgimento nella faccenda, Pillow costrinse un suo subordinato a prendere la paternità degli scritti. Il biografo di Breckinridge, William C. Davis, scrisse che Breckinridge era probabilmente a conoscenza dei dettagli dell'intrigo di Pillow.

### La carriera politica

#### Gli inizi della carriera politica
Breckinridge fece campagna elettorale per il candidato democratico alle presidenziali James K. Polk alle elezioni del 1844. Rinunciò però per qualche tempo ad ulteriori incarichi dopo che il suo associato allo studio legale gli fece notare di aver tributato troppo tempo alla politica. Nel 1845, alcuni democratici locali lo incoraggiarono a concorrere per un seggio al congresso, ma egli declinò l'offerta, preferendo invece sostenere Alexander Keith Marshall, che poi però non venne eletto. Da privato cittadino, si oppose alla Wilmot Proviso che aveva bandito la schiavitù nei territori da poco acquisiti nella guerra col Messico. Nelle elezioni presidenziali del 1848, sostenne i democratici Lewis Cass e William Butler. Non votò a quelle elezioni. Difese la sua decisione nel corso di un discorso tenutosi a Lexington il 5 settembre 1860.

### La Camera dei Rappresentanti del Kentucky
Nell'agosto del 1849, i kentuckiani elessero i loro delegati alla convenzione costituzionale ed i senatori locali. Gli zii abolizionisti di Breckinridge, William e Robert, si schierarono con Cassius Marcellus Clay. In risposta, venne creato un gruppo bipartisan di cittadini pro-schiavisti con una propria lista di candidati, tra cui spiccavano Breckinridge. Breckinridge, che all'epoca era proprietario di cinque schiavi, dichiarò pubblicamente la sua opposizione "ad una qualsiasi forma" di protezione legale della schiavitù. Malgrado queste sue visioni, egli continuava ad essere membro della massoneria e della chiesa presbiteriana, entrambe opposte alla schiavitù. Egli inoltre in precedenza aveva difeso dei neri liberi esprimendo il suo supporto all'emancipazione volontaria, e supportò la Kentucky Colonization Society, dedicata alla ricollocazione dei neri liberi d'America in Liberia.

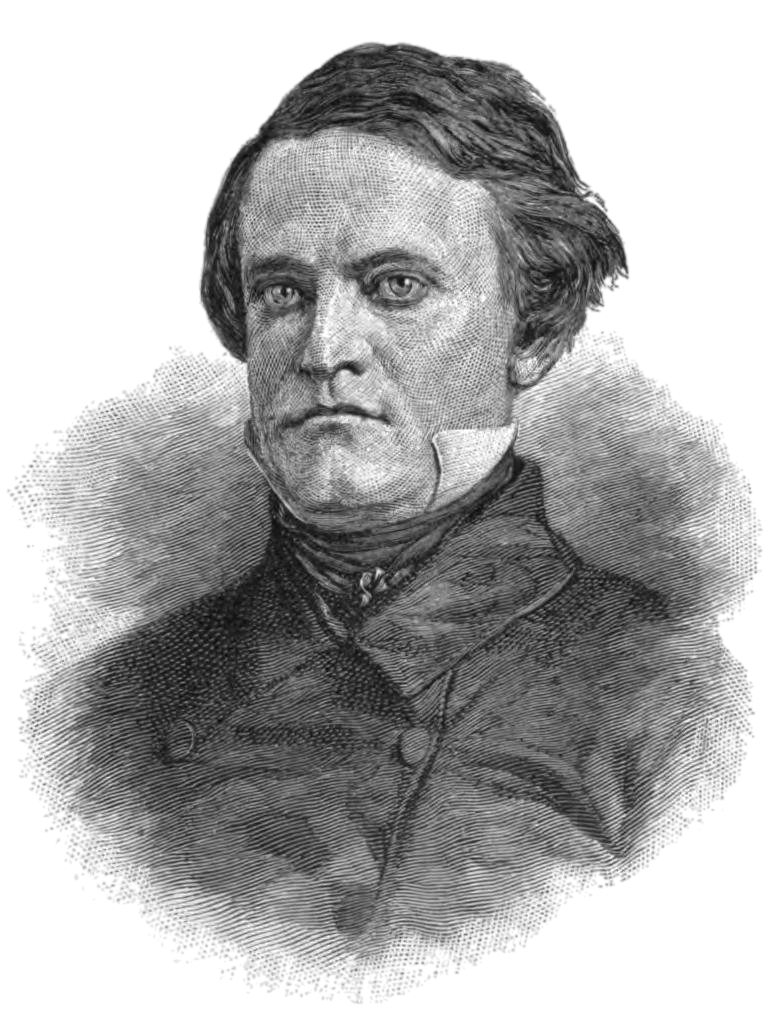
Breckinridge nel 1850 circa

Breckinridge ricevette 1481 voti alle elezioni, 400 di stacco in più al suo più vicino avversario, rendendolo il primo eletto tra i democratici della contea di Fayette alla Camera dei Rappresentanti. Tra l'elezione e la sessione legislativa, Breckinridge formò un nuovo sodalizio legale con George B. Kinkead dal momento che il suo precedente socio era morto nell'epidemia di colera scoppiata in quell'anno. Fu inoltre cofondatore del Kentucky Statesman, un giornale infrasettimanale di ispirazione democratica, e si recò in visita a sua cugina, Mary Todd, dove incontrò anche suo marito, Abraham Lincoln, per la prima volta; malgrado le loro differenze politiche, i due divennero buoni amici.
Quando la Camera si riunì, Breckinridge era il favorito per il ruolo di Speaker, ma per soli otto voti non raggiunse la maggioranza. Incapace di superare l'ostacolo, si ritirò e quella posizione passò al whig Thomas Reilly. Il biografo di Breckinridge, Frank H. Heck scrisse che Breckinridge era il capo de facto dei democratici alla Camera. Breckinridge venne assegnato invece alla commissione camerale per le Relazioni Federali e Giudiziarie. Supportò quelle leggi che supportavano i miglioramenti interni allo stato. Quando il Congresso discusse la proposta di Henry Clay del Compromesso del 1850, Breckinridge la ritenne troppo vaga reputando inoltre che fosse ingiusto per l'autorità federale interferire con la schiavitù negli stati e nei territori.
Il 4 marzo 1850, tre giorni prima della fine della sessione, Breckinridge dovette assentarsi per prendesi cura di suo figlio, John Milton, il quale si era ammalato e morì il 18 marzo successivo. Per quanto i democratici volessero riproporlo per le elezioni, egli rifiutò l'offerta, adducendo problemi "imperativi di carattere privato". Davis scrisse a tal proposito "il suo problema - oltre alla tristezza per la morte del figlio - erano i soldi".

#### Parlamentare

##### Il primo mandato (1851–1853)
Breckinridge venne eletto quale delegato per la convenzione democratica che l'8 gennaio 1851 nominò Lazarus W. Powell alla carica di governatore. Una settimana dopo, annunciò la sua candidatura per il Congresso per l'8º distretto del Kentucky Soprannominato l'"Ashland district" per la presenza nei suoi confini della tenuta di Ashland, residenza del fondatore del partito whig americano Henry Clay, e dal momento che rappresentava gran parte di quel territorio, il distretto era una fortezza del partito Whig. Nelle precedenti elezioni del congresso, i democratici non avevano nemmeno predisposto un candidato, certi della vittoria dei loro avversari in loco. L'oppositore di Breckinridge, Leslie Combs, era un legislatore di stato la cui popolarità era stata rafforzata dalla sua vicinanza a Clay ed alla sua partecipazione alla Guerra del 1812; ci si aspettava che avrebbe vinto facilmente. In aprile, il candidato tenne un dibattito a Frankfort, ed a maggio, tenne quotidianamente un incontro in tutto il distretto. Breckinridge reiterò le sue vedute strettamente costruzioniste e denunciò le tariffe protettive auspicate dagli Whigs, ritenendo che "un libero pensiero richiede una libertà di commercio". La sua voce imponente e la sua personalità carismatica contrastavano con lo stile di campagna elettorale del più vecchio Combs. Il giorno delle elezioni, aveva tenuto discorsi solo in tre delle sette contee del distretto, ma aveva accumulato punteggi di due a uno come margine di vittoria. I democratici ottennero cinque dei dieci distretti del Kentucky, e Powell venne eletto quale primo governatore democratico dal 1834.
I suoi sostenitori spinsero ancora Breckinridge al ruolo di Speaker della Camera, ma egli rifiutò e votò invece per Linn Boyd. Malgrado ciò, i due erano nemici, e Boyd assegnò Beckinridge alla più defilata Commissione per gli Affari Esteri. Il primo discorso di Breckinridge, e molti di quelli successivi, vennero composti in difesa di William Butler, aspirante presidente alle elezioni del 1852, dalle accuse rivoltegli dagli aderenti al movimento degli Young America, in particolare sulla sua visione non chiara dello schiavismo. Gli attacchi provenivano proprio dalle pagine del Democratic Review di George Nicholas Sanders. Tra i contestatori vi erano Edward C. Marshall, cugino di Breckinridge. Sicuramente questo impegno politico migliorò di molto la reputazione di Breckinridge. Dopo questa controversia, fu più attivo ai dibattiti della camera, introducendo alcune proposte di legge significative. Difese ad esempio la costituzionalità del Fugitive Slave Act of 1850 contro gli attacchi del rappresentante dell'Ohio, Joshua Giddings, e si oppose all'Homestead Act proposto da Andrew Johnson sulla sua proposta di allargare i territori abolizionisti. Malgrado la retorica della sua campagna sul fatto che i fondi federali dovessero essere utilizzati solamente per migliorie interne allo stato, cercò di sfruttare questi stessi fondi per costruzioni statali e per il mantenimento delle rive dei fiumi e dei porti.
Ritornando a casa dalla sessione legislativa, Breckinridge faceva giornalmente visita ad Henry Clay, in punto di morte a Lexington, e venne prescelto per stenderne poi l'elogio al Congresso dopo la sua morte ed all'inizio della successiva sessione del Congresso. Questo incarico migliorò ulteriormente la sua popolarità e rese più solida la sua posizione come erede politico di Clay. Fece inoltre campagna elettorale per l'elezione del democratico Franklin Pierce alla carica di presidente. Anche se Pierce perse il Kentucky per 3200 voti, Breckinridge ottenne più influenza con lui di quanta non ne aveva avuta col presidente uscente Millard Fillmore. Una settimana dopo la sua inaugurazione, Pierce offrì a Breckinridge la nomina a governatore del Territorio di Washington. Inizialmente considerò l'offerta, grazie anche a lettere di raccomandazione avute da Powell e da Butler, ma preferì infine rimanere nel Kentucky e provare ad essere rieletto come parlamentare.

##### Il secondo mandato (1853–1855)

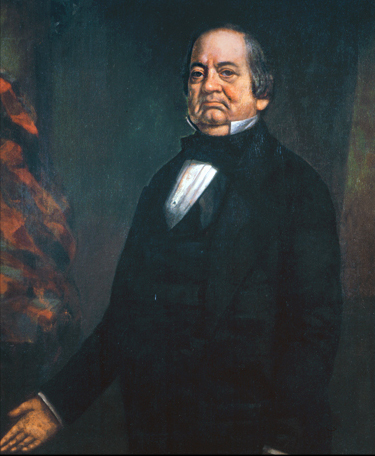
L'ex governatore Robert P. Letcher non fu in grado di battere Breckinridge nel 1853.

Gli Whigs, cercando di riprendere il seggio di Breckinridge, nominarono come proposta di candidato James Harlan, già Attorney General per il Kentucky, ma alcune fazioni interne al partito gli si opposero, ed egli si ritirò nel marzo di quell'anno. Robert P. Letcher, già membro del congresso e governatore che aveva vinto 14 elezioni consecutive nel Kentucky senza mai perdere, fu la seconda scelta del partito. Entrambi i candidati condussero vigorosamente la loro campagna elettorale nell'8º distretto, tenendo diversi discorsi tra maggio e agosto. Letcher che già aveva condotto diverse campagne, aveva pure dei punti deboli nella propria oratoria. Per contrasto, Breckinridge conduceva discorsi calmi e ben ragionati. Cassius Clay, nemico politico di Letcher per anni, avallò Breckinridge, malgrado le loro differenze in tema di schiavitù. Citando questo appoggio e le posizioni abolizioniste dei suoi zii, Letcher tentò di dipingere Breckinridge come un nemico degli schiavisti. Breckinridge dal canto suo si oppose ribadendo il proprio appoggio agli schiavisti oltre a ribadire l'ostilità di Lechter agli interessi degli anti-abolizionisti. Anche se il distretto era stato assegnato alle precedenti elezioni al candidato whig, Winfield Scott, con più di 600 voti, Breckinridge sconfisse Letcher per 526 voti.
Dei 234 membri della Camera, Breckinridge era tra gli 80 che ritornarono ai loro seggi per il Trentatreesimo congresso. Per la sua anzianità nel ruolo, venne assegnato alla più prestigiosa Commissione per le Strade. Pur supportando l'agenda pro-schiavisti di Pierce sul principio dei diritti degli Stati, pur ritenendo legale la secessione, si oppose alla stessa secessione come rimedio per gli immediati problemi del paese. Questo, assieme al suo primigenio supporto alla manomissione ed alla colonizzazione africana, bilanciò il suo sostegno alla schiavitù; molti continuavano a considerarlo un legislatore "moderato".
Alleato del rappresentante dell'Illinois, Stephen A. Douglas, Breckinridge supportò la dottrina della sovranità popolare come espressa nel Kansas–Nebraska Act di Douglas. Egli credeva che il passaggio di quella legge avrebbe rimosso il problema della schiavitù della politica nazionale - pur avendone l'effetto opposto - e servì da paciere tra Douglas e Pierce per assicurarne il passaggio. Al dibattito alla camera, il rappresentante di New York, Francis B. Cutting, chiese spiegazioni in merito oppure il ritiro immediato della legge. Breckinridge interpretò le richieste di Cutting come un invito a duello e fu in questo senso che si risolse dunque la disputa. Secondo il codice di duello, lo sfidato a duello aveva diritto di scegliere le armi usate e la distanza dei combattenti; Breckinridge scelse i fucili a 60 passi. Egli specificò inoltre che il duello dovesse tenersi a Silver Spring, nel Maryland, a casa del suo amico Francis Preston Blair. Cutting, il quale non aveva inteso sfidare a duello l'avversario, credeva di essere lui ad essere stato sfidato e per conto suo scelse l'uso delle pistole a 10 passi di distanza. Mentre i due uomini tentavano di chiarificare chi avesse il diritto di convocare il duello ed il diritto di scelta delle armi, due amici reciproci intervennero, evitando così il duello. Dopo questo episodio la costituzione del Kentucky abolì definitivamente i duelli per quanti si trovavano in carica politica, auspicando risoluzioni pacifiche.

##### Il ritiro dalla Camera

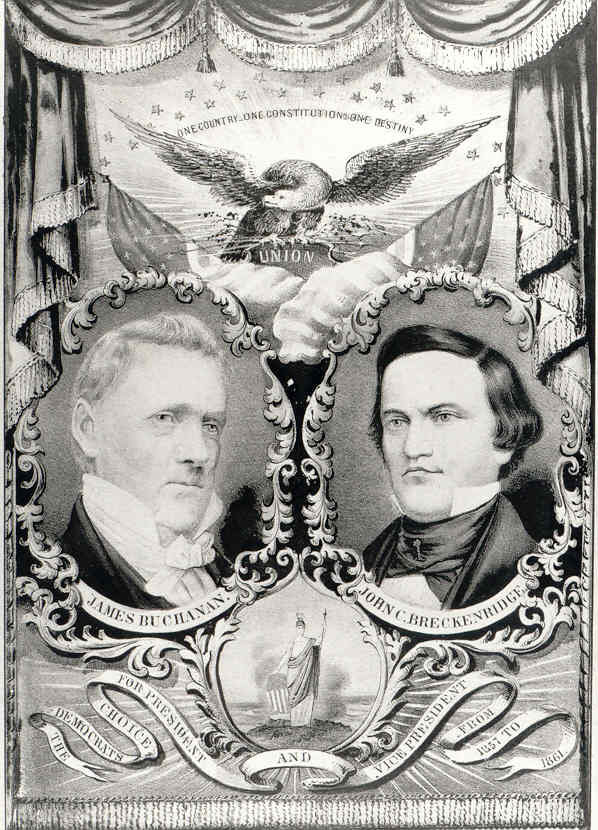
Un poster della campagna di Buchanan e Breckinridge

Nel febbraio del 1854, la maggioranza Whig alla Kentucky General Assembly passò un disegno di riproporzionamento che ridisegnò il distretto di Breckinridge, rimuovendo la contea di Owen e rimpiazzandola con quelle di Harrison e Nicholas. Questo, assieme alla ribalta del Know Nothing Party nel Kentucky, lasciò Breckinridge con ben poche speranze di essere rieletto, ed egli decise pertanto di ritirarsi dalla Camera al termine del suo incarico. Con le dimissioni di Pierre Soulé, ambasciatore statunitense in Spagna che non riuscì a negoziare l'annessione americana di Cuba dopo il controverso manifesto di Ostenda e fu costretto a dimettersi nel dicembre del 1854, Pierce nominò Breckinridge a quell'incarico. Sebbene il senato avesse confermato la nomina, Breckinridge la rifiutò l'8 febbraio 1855, dicendo a Pierce che la sua decisione era di "natura privata e domestica". Il suo incarico alla camera terminò naturalmente il 4 marzo.
Desiderando occuparsi della moglie malata e dedicarsi alla ricostruzione del suo patrimonio, Breckinridge fece ritorno alla pratica di avvocato a Lexington. Oltre alla sua pratica legale, iniziò delle speculazioni terriere nel Minnesota e nel Wisconsin. Quando il governatore Willis A. Gorman del Territorio del Minnesota contrastò un tentativo degli investitori di Breckinridge di assicurarsi l'approvazione della costruzione di una ferrovia che collegasse Dubuque nello Iowa con Superior nel Wisconsin, questi chiesero a Pierce di rimuovere Gorman dal suo incarico e di nominare al suo posto Breckinridge. Nel 1855, Pierce autorizzò due successive indagini sull'operato di Gorman, ma non gli riuscì di reperire alcun errore che giustificasse la sua rimozione. Durante questo periodo lontano dalla politica, Breckinridge promosse personalmente le corse dei cavalli e venne prescelto quale presidente della Kentucky Association for the Improvement of the Breed of Horses.

### Vicepresidente

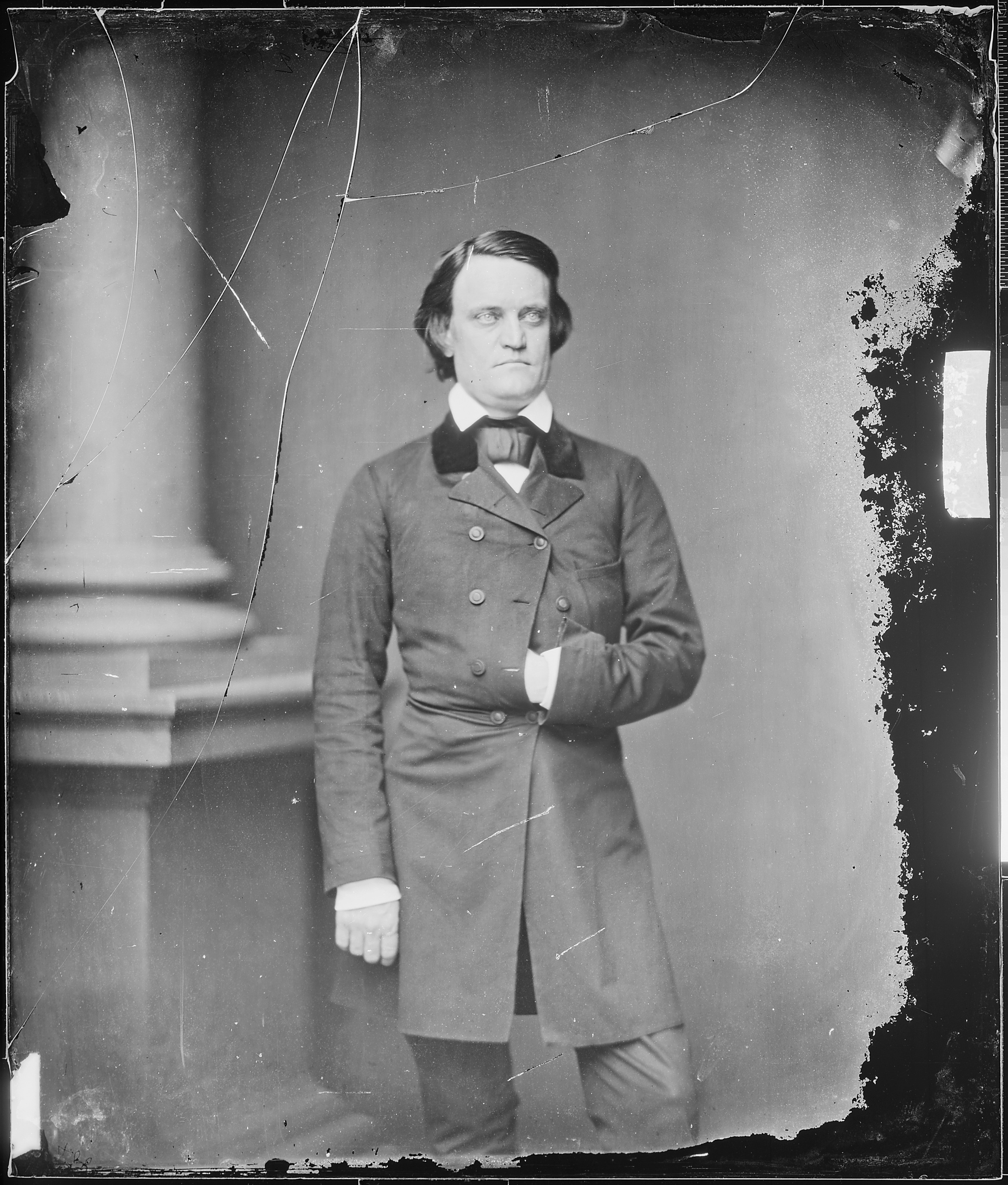
John C. Breckinridge, fotografato da Mathew Brady

Come delegato alla Convenzione Nazionale dei democratici di Cincinnati, in Ohio, Breckinridge favorì la rinomina di Pierce a presidente. Quando le speranze di Pierce di vedersi riassicurata la nomina fallirono, Breckinridge rivolse il suo supporto all'amico Stephen Douglas. Malgrado questo aiuto, Douglas non riuscì comunque ad ottenere la maggioranza dei voti dei delegati e si ritirò, lasciando la possibile nomina all'altro candidato democratico, James Buchanan.
William Alexander Richardson, membro del Congresso, suggerì la nomina di Breckinridge a vice presidente per bilanciare Buchanan e placare i disappunti tra i sostenitori di Douglas o Pierce. Un delegato della Louisiana fece il suo nome alla convenzione, ma per quanto Breckinridge desiderasse la nomina, egli la rifiutò, adducendo la sua deferenza all'amico Linn Boyd, supportato dalla delegazione kentuckiana.
In dieci giunsero al ballottaggio finale per la vice presidenza. Dal Mississippi John A. Quitman con 59 voti. Otto delegazioni - per un totale di 55 voti - votarono per Breckinridge malgrado il suo rifiuto alla nomina, rendendolo il secondo in ordine di voto. Boyd si pose al terzo posto con 33 voti. Vedendo la forza di Breckinridge al primo ballottaggio, un gran numero di delegati lo votò al secondo ballottaggio e quanti non lo fecero alla fine si arresero al verdetto della maggioranza.
A differenza di molte nomine politiche del tempo, Breckinridge fece campagna attiva per l'elezione di Buchanan. Durante la prima decade di settembre del 1856, parlò a Hamilton ed a Cincinnati nell'Ohio, a Lafayette e Indianapolis nell'Indiana, a Kalamazoo nel Michigan, a Covington nel Kentucky ed a Pittsburgh in Pennsylvania.
I suoi discorsi trasmisero l'idea che i Repubblicani erano dei fanatici devoti all'emancipazione e che la loro elezione avrebbe portato alla dissoluzione dell'Unione. La presenza di Breckinridge riuscì a far guadagnare ai democratici nel solo stato del Kentucky – dove il partito non vinceva dalle elezioni del 1828 - 6000 voti e la vittoria. Buchanan e Breckinridge ricevettero 174 voti e 114 andarono ai repubblicani John C. Frémont e William L. Dayton ed 8 ai candidati del Know Nothing, Millard Fillmore ed Andrew Jackson Donelson.
Trentaseienne all'epoca della presa della carica della vicepresidenza, il 4 marzo 1857 diventò vice presidente e Breckinridge si qualificò pertanto come il più giovane vicepresidente nella storia degli Stati Uniti, superando l'età minima richiesta dalla Costituzione di un solo anno.
Buchanan si risentì del fatto che Breckinridge avesse supportato sia Pierce che Douglas prima della sua nomina. Le relazioni tra i due peggiorarono ulteriormente quando, dopo aver chiesto un incontro privato con Buchanan, a Breckinridge venne detto di portarsi alla Casa Bianca e di chiedere di Harriet Lane, la quale svolgeva la funzione di accogliere i visitatori per conto del presidente. Sentendosi offeso dalla risposta, Breckinridge si rifiutò di andare all'incontro.

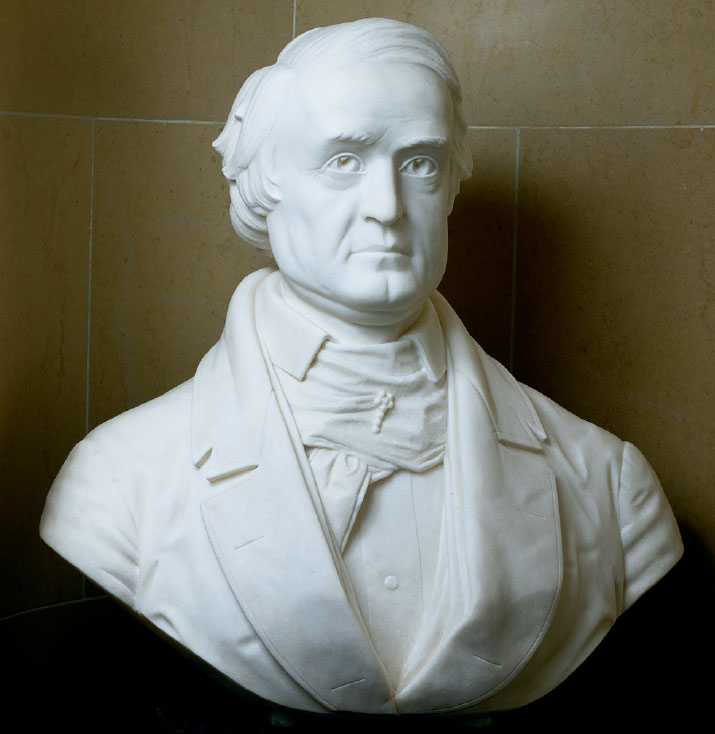
Busto in marmo di Breckinridge dalla collezione dei vicepresidenti di proprietà del senato statunitense

Buchanan raramente consultò Breckinridge nelle sue nomine, e gli incontri fra i due furono tutt'altro che frequenti. Quando Breckinridge e Buchanan firmarono la Lecompton Constitution, che ammise il Kansas come stato schiavista al posto di permettere alle persone di votare, tentarono di alienare gran parte dei democratici del nord, tra cui Douglas. Questo disappunto portò alla fine dei piani di Breckinridge, Douglas e di Henry Mower Rice per costruire tre elaborate case nelle quali vivere nei periodi che dovevano trascorrere a Washington
Nel novembre del 1857, dopo che Breckinridge ebbe trovato un alloggio alternativo a Washington, vendette una schiava e suo figlio che, secondo lo storico James C. Klotter, fu l'atto che pose fine ai suoi giorni da schiavista. Quando infine Breckinridge si rifiutò di portarsi nell'Illinois per la campagna rielettiva di Douglas al senato, le loro relazioni peggiorarono ulteriormente.
La partecipazione di Breckinridge ai dibattiti della Camera si ridusse di molto, ma egli riuscì a guadagnarsi il rispetto per una presidenza "lodevole ed imparziale." Il 4 gennaio 1859, gli venne chiesto di tenere il discorso finale al Senato; in questo discorso egli espresse il desiderio che il Congresso trovasse una soluzione che potesse preservare l'Unione.
Nel corso del suo mezzo secolo di vita, il Senato era salito da 32 a 64 membri. Durante questi stessi anni, osservò Breckinridge, la costituzione "fece da garante tra pace e guerra, prosperità ed avversità" per proteggere "il maggior numero di diritti personali compatibilmente con l'ordine pubblico." Breckinridge espresse inoltre la speranza che "un altro senato, in un'altra epoca, potesse portare ad una costituzione vigorosa ed inviolabile con gli Stati Uniti sempre più uniti, prosperi e liberi." Breckinridge guidò dunque la processione alla nuova camera.
Breckinridge si oppose all'idea che il governo federale potesse creare problemi all'autorità di un singolo stato, ma continuò a sostenere che la secessione, per quanto legalmente riconosciuta, non fosse la soluzione ai problemi del paese.
Anche se l'incarico di John Crittenden al senato non terminò sino al 1861, l'Assemblea Generale del Kentucky scelse il suo successore già nel 1859. Sino ad alcuni giorni prima della sua elezione, la contesa pareva essere tra Breckinridge e Boyd, che erano stati eletti come vicegovernatori nell'agosto di quello stesso anno; il peggioramento della salute di Boyd portò al suo ritiro il 28 novembre 1859. Il 12 dicembre l'Assemblea prescelse Breckinridge a Joshua Fry Bell, con 81 voti contro 53.
Nel suo discorso inaugurale, tenutosi alla Camera dei Rappresentanti del Kentucky il 21 dicembre, Breckinridge confermò la decisione della Corte nel Dred Scott v. Sandford – che prevedeva che il congresso non potesse restringere la schiavitù nei territori - ed insistette nel fatto che il recente raid di Harper's Ferry condotto da John Brown fosse l'evidenza chiara dei risultati della campagna dei Repubblicani nei confronti dell'"eguaglianza dei neri”.

### La campagna presidenziale del 1860

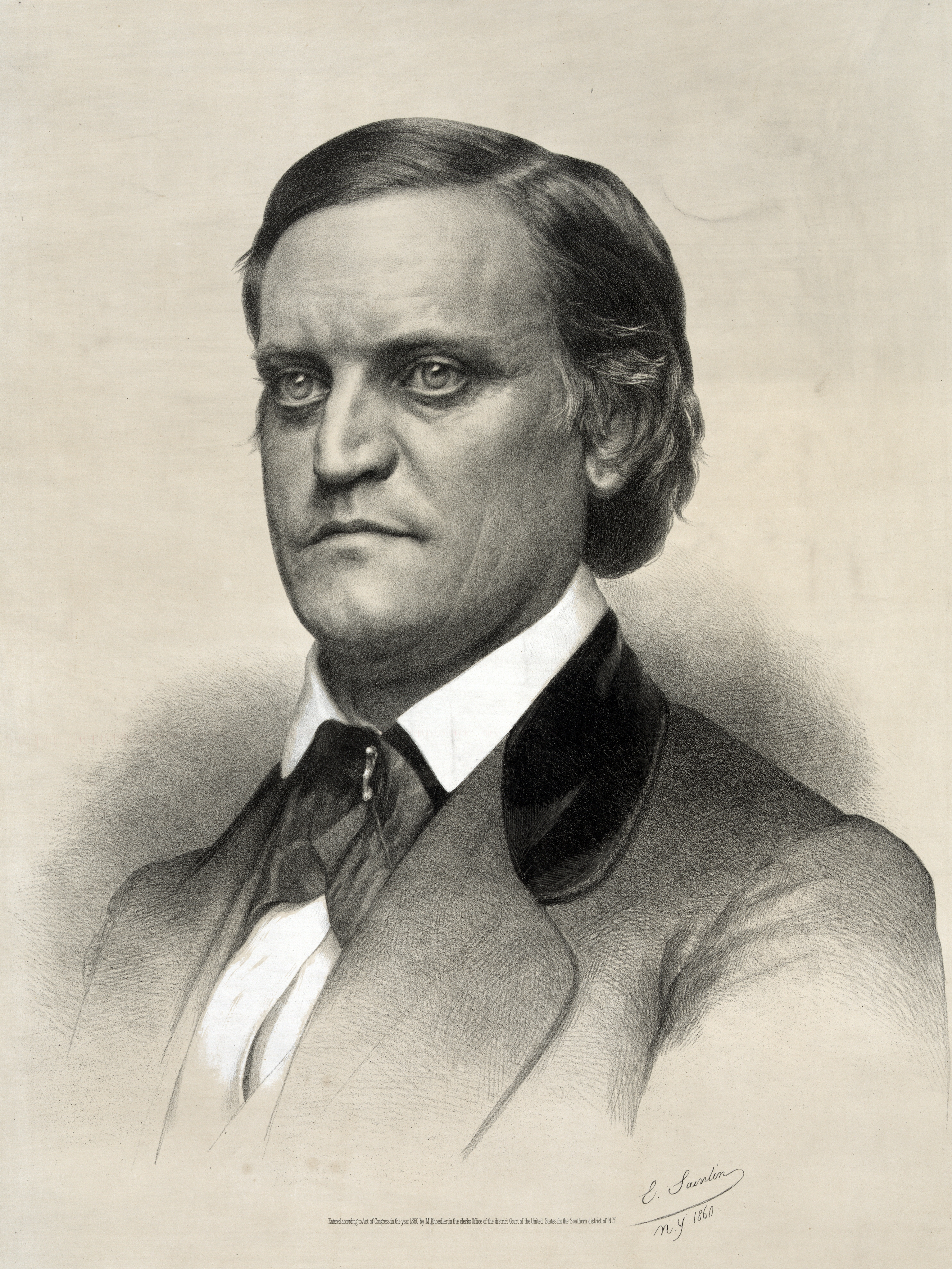
Breckinridge nel 1860 in un'incisione di Jules-Émile Saintin

Già nel 1859, il senatore James Henry Hammond della Carolina del Sud riportò ad un amico il fatto che Breckinridge stesse cercando di giungere alla nomina presidenziale, ma nel gennaio del 1860, Breckinridge disse ai membri della sua famiglia che ciò non corrispondeva al vero. Un editoriale del The New York Times notò il fatto che Buchanan era ormai decaduto "di prestigio e come conseguenza politica, la stella del vicepresidente stava brillando sopra le nuvole." Douglas, considerata la situazione del partito democratico, era convinto della candidatura di Breckinridge; questo fatto, aprì una crepa tra i due.
Tra i sostenitori di Breckinridge alla convenzione nazionale dei democratici del 1860 vi erano molti del Kentucky. Tra questi vi era l'ex governatore e allora senatore in carica Lazarus W. Powell, l'ex membro del congresso William Preston (suo distante parente) ed il suo socio in affari legali James Brown Clay, oltre a James B. Beck. Breckinridge non prese parte alla convenzione, ma istruì i suoi sostenitori a non nominarlo fino a quando James Guthrie fosse rimasto nella rosa dei candidati. Al trentaseiesimo ballottaggio, un delegato dell'Arkansas fece il nome di Breckinridge come candidato per la presidenza. Nel corso dei 57 ballottaggi, Douglas mantenne una certa pluralità di voti ma non riuscì ad ottenere i due terzi necessari alla maggioranza e Guthrie si piazzò secondo. Incapaci di trovare un candidato, i delegati votarono per ritrovarsi a Baltimora, nel Maryland, il 18 giugno successivo.
I delegati sudisti che non presero parte alle votazioni di Baltimora per protesta contro il codice per gli schiavi. I delegati dell'Alabama e della Louisiana vennero rimpiazzati coi sostenitori di Douglas da quegli stessi stati, portando quindi alla nomina di Douglas e di Herschel Vespasian Johnson rispettivamente come candidato alla presidenza e candidato alla vicepresidenza. Al primo ballottaggio, Breckinridge ricevette 81 voti, 24 dei quali pervenuti grazie all'ex senatore Daniel S. Dickinson di New York. I sostenitori di Dickinson gradualmente iniziarono a sostenere Breckinridge per votarlo all'unanimità. Malgrado le diffidenze interne al partito, Breckinridge accettò la nomina. In agosto, il senatore del Mississippi, Jefferson Davis, tentò un compromesso secondo il quale Douglas, Breckinridge, e John Bell, nominato dal Constitutional Union Party, si sarebbero tutti ritirati in favore di un candidato di compromesso. Sia Breckinridge che Bell aderirono a questa proposta, ma Douglas vi si oppose.
Gli oppositori sapevano delle idee di Breckinridge per il diritto di secessione e lo accusarono di favorire la rottura dell'Unione; egli negò questa visione nel corso di un discorso tenuto a Frankfort: "Sono un cittadino americano, uno del Kentucky che non ha mai agito se non con la piena devozione nei confronti della Costituzione e dell'Unione." Pur ricevendo ben poco supporto dagli stati del nord, quasi tutti gli stati del sud (anche se non tutti) si aspettavano di sostenere Breckinridge. Questo fatto gli concesse solo 120 dei 303 voti elettorali, ma per ottenere il supporto di più stati era per lui necessario minimizzare i suoi legami con gli stati del sud e rischiare di perdere il supporto di Bell. Molti dei sostenitori di Breckinridge speravano dopo la sua elezione di essere posti nella Camera dei Rappresentanti.

Voti elettorali per candidato nei vari stati: gli stati di Lincoln sono segnati in rosso, quelli di Breckinridge in verde, quelli di Bell in arancione, quelli di Douglas in blu.

Nella corsa a quattro, Breckinridge giunse terzo nel voto popolare col 18,1 % dei voti, ma secondo al Collegio Elettorale. I voti finali furono 180 seggi per Lincoln, 72 per Breckinridge, 39 per Bell e 12 per Douglas. Anche se Breckinridge ottenne i voti degli stati del Profondo Sud, soprattutto nelle aree rurali con bassa presenza di popolazione di schiavi; le aree urbane con la maggior concentrazione di schiavi optarono invece per Belle e Douglas. Breckinridge ottenne inoltre i voti del Maryland e del Delaware. Lo storico James C. Klotter ha messo in luce in questi risultati che, mentre Douglas mantenne la considerazione di "non essere un disunionista in America né un uomo di Breckinridge", fu soprattutto la lealtà del partito e lo status economico a giocare un ruolo rilevante. Perse contro Douglas nel Missouri e contro Bell in Virginia e nel Tennessee. Bell rubò anche a Breckinridge il Kentucky. Lincoln ottenne il supporto di gran parte degli stati del nord, anche se il New Jersey si divise nei voti, dandone quattro a Lincoln e tre a Douglas. Come candidato della fazione di Buchanan, Breckinridge sorpassò Douglas in Pennsylvania e ricevette il supporto di molti nel Connecticut, ricevendo comunque pochi consensi al nord. Fu compito di Breckinridge, come vicepresidente, annunciare la vittoria finale di Lincoln il 13 febbraio 1861.
Il 24 febbraio, Breckinridge fece visita a Lincoln al Willard's Hotel di Washington, D.C., e di frequente si recò in visita a sua cugina, ora First Lady, alla Casa Bianca. Il 4 marzo 1861, l'ultimo giorno della sessione, Breckinridge passò la staffetta a Hannibal Hamlin, suo successore come vicepresidente. Hamlin, a sua volta, rese omaggio ai nuovi senatori eletti, tra cui vi era Breckinridge.

### La Guerra Civile

#### Il servizio nel teatro occidentale
Su raccomandazione di Simon Bolivar Buckner, ex comandante della Milizia di Stato del Kentucky che aveva aderito all'esercito confederato, Breckinridge venne nominato generale di brigata nell'Esercito Confederato il 2 novembre 1861 Il 16 novembre ottenne il comando della 1ª brigata del Kentucky. Soprannominata la "Orphan Brigade" dal momento che era composta in gran parte da orfani, la brigata era inquadrata nella 2ª divisione dell'Armata del Mississippi comandata dal generale Albert Sidney Johnston. Per diverse settimane, egli allenò le sue truppe in città, partecipò all'organizzazione del governo confederato dello stato..
Le forze di Johnston vennero costrette a ritirarsi da Bowling Green nel febbraio del 1862. Durante la ritirata, Breckinridge venne incaricato della gestione dei corpi di riserva di Johnston. Johnston decise di attaccar le forze di Ulysses S. Grant a Shiloh, nel Tennessee, il 6 aprile 1862 avanzando a nord dalla sua base di Corinth, nel Mississippi. Le riserve di Breckinridge ben presto aderirono alla Battaglia di Shiloh quando Johnston tentò di costringere le truppe di Grant verso il fiume. Malgrado lo stesso Johnston rimanesse ucciso nei combattimenti, i Confederati continuarono a battagliare contro le truppe di Grant sino a quando P. G. T. Beauregard – il quale aveva assunto il comando alla morte di Johnston – non ordinò ai suoi generali di interrompere i combattimenti alle 18.00. Il giorno successivo, le forze dell'unione si raggrupparono e respinsero i Confederati. Dei 7000 uomini al comando di Breckinridge in battaglia, 386 rimasero uccisi e 1628 vennero feriti, e tra questi anche Breckinridge.

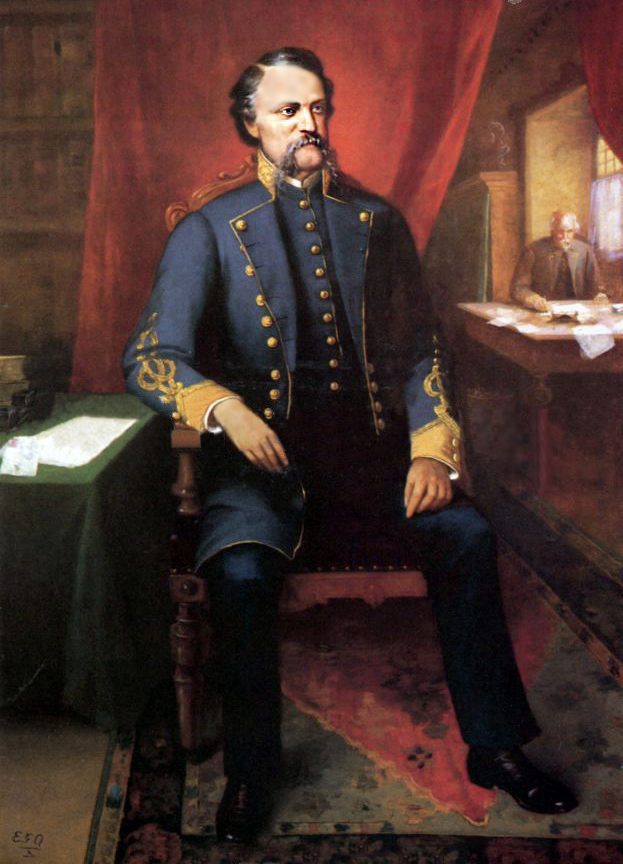
John C. Breckinridge in un ritratto di Eliphalet Frazer Andrews

Il valore dimostrato valse a Breckinridge la promozione a maggiore generale il 14 aprile 1862. Dopo la sua promozione, si unì a Earl Van Dorn presso Vicksburg, nel Mississippi. Le forze confederate attesero l'attacco di quelle dell'Unione sino a luglio. Alla fine, Van Dorn ordinò a Breckinridge di provare a riprendere Baton Rouge, in Louisiana, strappandola alle forze federali. Pur avendo le proprie forze ridotte a soli 3000 uomini per le malattie e le diserzioni, il 5 agosto, egli attaccò la guarnigione locale dell'Unione, catturando diversi prigionieri, distruggendo i rifornimenti e riprendendo la città. La nave corazzata CSS Arkansas avrebbe dovuto sostenere l'attacco di Breckinridge, ma era immobilizzata per problemi meccanici. Senza supporto navale, ad ogni modo, i confederati non furono in grado di mantenere la città a lungo nelle loro mani.
Sul finire del mese, Breckinridge venne impiegato come comandante indipendente nella bassa Valle del Mississippi, assicurandosi il controllo confederato dell'area con la cattura di Port Hudson. Nel frattempo, il generale Braxton Bragg, comandante dell'Armata del Mississippi, stava preparando l'invasione del Kentucky, e Breckinridge ottenne l'ordine di unirglisi. I capi confederati ritenevano che la presenza di Breckinridge nel suo stato nativo avrebbe potuto condurre favore alla spedizione. Van Dorn era riluttante a privarsi di Breckinridge e dei suoi uomini, dal momento che le forze nemiche si stavano ritirando dopo la battaglia di Perryville. Breckinridge e la sua divisione di 7000 uomini incontrarono il generale Bragg a Murfreesboro, nel Tennessee. Con il Kentucky solidamente sotto il controllo dell'Unione, la moglie ed i figli di Breckinridge decisero di spostarsi più a sud e seguirono le sue truppe.
Bragg era invidioso degli stretti legami di Breckinridge con comandanti confederati del calibro di Joseph E. Johnston, Wade Hampton, John B. Floyd e William Preston, tutti imparentati con lo stesso Breckinridge. Successivamente, nel dicembre di quell'anno, Bragg ordinò l'esecuzione del caporale kentuckiano Asa Lewis dopo che una corte marziale lo aveva condannato per diserzione. Il caso fece scalpore nello stato dal momento che, per quanto Lewis si proclamasse innocente e asserisse di star solo ritornando al proprio reggimento, Bragg rimase inflessibile e lo utilizzò invece come esempio per tutti i disertori. Dopo aver partecipato all'esecuzione, Breckinridge si disse nauseato e cade da cavallo per uno svenimento, richiedendo l'assistenza dei membri del suo staff militare.. Ripresosi, decise di protestare vivamente per l'"assassinio militare" compiuto da Bragg e fu quasi sul punto di condurre i suoi soldati del Kentucky all'ammutinamento. Le relazioni tra Breckinridge e Bragg continuarono a deteriorarsi anche perché l'opinione di Breckinridge sul fatto che Bragg fosse sostanzialmente un incompetente pareva condivisa anche da molti altri ufficiali confederati.
A Murfreesboro, la divisione di Breckinridge venne assegnata al comando del tenente generale William J. Hardee che rimase ad est dello Stones River. Quando l'Armata del Cumberland dell'Unione, comandata dal maggiore generale William Rosecrans, attaccò il 31 dicembre 1862, dando inizio alla Battaglia di Stones River, il grosso delle forze di Bragg inizialmente riuscì a respingere l'attacco. Bragg ordinò a Breckinridge di mandargli dei rinforzi sulla riva ovest del fiume, ma il generale di brigata John Pegram, che comandava una brigata di cavalleria, erroneamente riportò che il grosso delle forze dell'Unione stava avanzando dalla riva est, e pertanto Breckinridge, predisposto per questo compito, non poté compierlo correttamente in tempi utili in quanto realizzò troppo tardi l'errore commesso dal suo superiore. Quando pure attraversò il fiume, i suoi attacchi non ebbero comunque l'effetto sperato, e Bragg gli ordinò di riattraversare il fiume. Dal 2 gennaio, le forze dell'Unione avevano preso ormai tutto il fiume; contro il consiglio di Breckinridge, Bragg ordinò alla 2ª divisione di lanciare un attacco suicida nei confronti della posizione federale. Prima dell'attacco, Breckinridge scrisse a Preston, "se [l'attacco] dovesse risultare un disastro e io dovessi essere tra gli uccisi sul campo, voglio che tu faccia giustizia alla mia memoria e dica alla gente che io credevo nel fatto che questo attacco fosse veramente poco saggio e ho tentato di prevenirlo."
Gli uomini di Breckinridge inizialmente riuscirono a spezzare la linea degli unionisti. L'artiglieria dal lato opposto del fiume aprì quindi il fuoco sull'armata di Breckinridge, e giunsero ulteriori rinforzi per le truppe dell'Unione. In poco più di un'ora, un terzo degli uomini di Breckinridge venne ucciso, ferito o catturato. Secondo un aneddoto, quando Brekinridge si trovò a cavalcare tra i sopravvissuti piangesse e ripetesse, "Miei poveri orfani! Miei poveri orfani!", un rimando esplicito alla Orphan Brigade. Il rapporto ufficiale di Bragg criticò la condotta della divisione di Breckinridge ed addossò a Breckinridge la colpa della sconfitta dei confederati. Breckinridge si rivolse ai propri superiori sostenendo che il rapporto di Brag fosse "sbagliato [...] senza rendere giustizia al comportamento della mia divisione"; egli richiese l'apertura di un'inchiesta, ma questa gli venne negata. Molti kentuckiani al comando di Breckinridge,
che già deploravano Bragg per la mancata invasione del loro stato nativo, lo incoraggiarono a rinunciare alla propria commissione ed a sfidare Bragg in duello.
Nel maggio del 1863, Breckinridge venne riassegnato a Joseph E. Johnston, prendendo parte alla battaglia di Jackson in un pessimo tentativo di rompere l'assedio di Vicksburg. Vicksburg cadde sotto le forze di Grant il 4 luglio, e Breckinridge tornò sotto il comando di Bragg il 28 agosto 1863. Rimasto immobile il primo giorno della Battaglia di Chickamauga in Georgia il 19 settembre successivo, guidò una divisione del corpo d'armata comandato dal generale D.H. Hill in un attacco alle forze unioniste il mattino successivo. Le truppe confederate riuscirono a spezzare le linee nemiche, ma il grosso dell'esercito, in gran parte per le esitazioni di Bragg, fuggì nel Tennessee. Dei 3769 uomini di Breckinridge, 166 furono i caduti in battaglia, 909 i feriti e 165 i dispersi.
Alla fine di novembre, Breckinridge comandò uno dei due corpi d'armata di Bragg nella sconfitta della battaglia di Chattanooga. Bragg ordinò quindi a un discreto gruppo di uomini di Breckinridge di rafforzare il corpo di Hardee, lasciandogli quindi forze insufficienti per respingere l'attacco combinato condotto da Joseph Hooker e George Henry Thomas a Missionary Ridge. Suo figlio, Cabell, venne catturato nel corso dello scontro. Venne successivamente liberato con uno scambio di prigionieri. Nel suo rapporto ufficiale, ancora una volta Bragg si scagliò contro Breckinridge sostenendo che egli fosse ubriaco a Chattanooga e (retroattivamente) a Stones River. Lo storico Lowell H. Harrison a tal proposito ha notato come, sebbene Breckinridge fosse un frequente bevitore di whiskey, era in grado di berne grandi quantità senza ubriacarsi. Prima di presentare le proprie dimissioni, che vennero accettate, Bragg rimosse Breckinridge dal comando. Passarono due anni perché i due si riconciliassero.

#### Il servizio nel teatro di guerra orientale

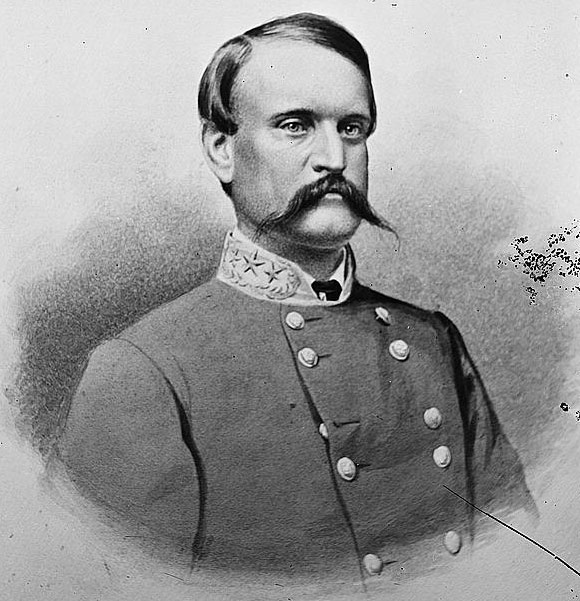
Breckinridge nelle vesti di generale confederato

Il 15 dicembre 1863, Breckinridge lasciò Richmond. Iniziarono a circolare delle false voci su una sua prematura morte che spinsero il The New York Times a dedicargli un necrologio alquanto spinoso nel quale si sottolineava come Breckinridge fosse stato un ipocrita a supportare le sue tesi e poi ad abbandonare la sua terra natia quando questa scelse di unirsi ai nordisti. I leader confederati erano scettici nei confronti di Bragg e pertanto Breckinridge, nel febbraio del 1864, il presidente confederato Jefferson Davis gli assegnò il comando del teatro di guerra orientale ponendolo del Trans-Allegheny Department (poi noto come Dipartimento del Tennessee Orientale e della Virginia Occidentale).
Il 5 maggio, il generale Robert E. Lee, comandante dell'Armata della Virginia Settentrionale, ordinò a Breckinridge di prendere il comando di una missione di ricognizione presso le forze federali di Franz Sigel nei pressi di Winchester, Virginia, come parte della campagna di Lynchburg. Con una forza di circa 4800 uomini, tra cui 261 cadetti del Virginia Military Institute, sconfisse i 6300 uomini di Sigel nella battaglia di New Market il 15 maggio, spingendoli ad ovest verso il fiume Shenandoah. Facendo ciò, le truppe di Breckinridge riuscirono a proteggere il fianco di Lee, difendendo una cruciale giuntura ferroviaria e proteggendo importantissimi rifornimenti di grano. Lee aveva proposto che Breckinridge invadesse il Maryland, ma egli non fu in grado di farlo per le inondazioni che rendevano nella stagione impossibile valicare il fiume Potomac. La vittoria venne considerata una delle più riuscite del generale. Sino ad allora, molti avevano visto Breckinridge come il naturale successore di Stonewall Jackson. Breckinridge ebbe modo di distinguersi nuovamente nella seconda battaglia di Kernstown, già teatro della prima battaglia della Campagna di Jackson's Valley due anni prima. Nella seconda battaglia, che si svolse il 24 luglio, 13.000 truppe confederate comandate dal tenente generale Jubal Early attaccò e sconfisse 10.000 truppe federate al comando del generale di brigata George Crook. La vittoria permise ai confederati di riprendere l'invasione del nord degli Stati Uniti. Poco dopo, la divisione di Breckinridge rinforzò l'armata di Lee e giocò un ruolo important enel fermare l'avanzata di Grant con la Battaglia di Cold Harbor. Nel corso dello scontro, le sue truppe vennero respinte da un potente attacco dell'Unione. Breckinridge venne ferito quando una palla di cannone colpì il suo cavallo ed egli venne disarcionato dalla sella. Non era ancora in grado di camminare o cavalcare quando Lee gli ordinò di prendere il comando dei confederati nella Battaglia di Piedmont. Viaggiando via treno a Rockfish Gap dove giunse il 10 giugno, portò le sue forze nella città di Lunchburg, in Virginia. Venne raggiunto in loco dalle truppe del generale Early, che giunsero appena in tempo per salvare le forze confederate dall'assalto delle forze dell'Unione sotto il comando di David Hunter nella Battaglia di Lynchburg.
Dopo che Early e Breckinridge (che ora era in grado di muoversi) inseguirono Hunter per più di sessanta miglia dalla città, Lee ordinò a loro di ripulire l'area della Valle del Shenandoah dalle forze dell'Unione, passando poi nel Maryland e dirigendosi verso Wahington, D.C. Le forze dell'Unione risposero con una spedizione che portò alla Battaglia di Monocacy il 9 luglio. Le truppe confederate vennero ritardate, ma riuscirono a prevalere sul nemico portandosi verso Washington. Vennero sconfitti nella Battaglia di Fort Stevens dell'11-12 luglio, in parte coi rinforzi giunti dal governo dopo la battaglia di Monocacy. Dal momento che Lincoln stava osservando il combattimento dai bastioni di Fort Stevens, fu questo l'unico momento della storia americana in cui due concorrenti alla presidenza nazionale si siano trovati su fronti opposti in una battaglia. Dopo la battaglia, Early decise di ritirarsi piuttosto che assaltare la capitale federale. Early e Breckinridge furono in grado di tenere la Valle dello Shenandoah Valley per i mesi di luglio ed agosto, ma il 19 settembre 1864, Philip Sheridan li costrinse alla ritirata con la Terza battaglia di Winchester. Rispondendo all'ammonizione del generale John Brown Gordon di prestare attenzione in battaglia, Breckinridge disse, "Bene, generale, ci sarà ben poco da fare per me se la vostra causa fallisce."
Dopo la morte di John Hunt Morgan, Breckinridge prese nuovamente il comando del Dipartimento del Tennessee Orientale e della Virginia Occidentale. Si dedicò dunque alla riorganizzazione del dipartimento. Il 2 ottobre 1864 alla Prima battaglia di Saltville, le sue truppe furono in grado di proteggere le locali saline di proprietà dei confederati dalle forze statunitensi al comando di Stephen G. Burbridge, malgrado la mancanza di risorse. La mattina successiva, egli scoprì che i soldati sotto il suo comando avevano iniziato ad uccidere più di 100 soldati unionisti prigionieri del 5th United States Colored Cavalry, tutti di colore. Sentendo i colpi di fucile, intervenne immediatamente per fermare il massacro. Il brigadiere generale Felix Huston Robertson venne sospettato di coinvolgimento nella vicenda. Il generale Lee istruì Breckinridge perché egli "preferisse il cambio al processo" e come tale nessuna azione legale venne intrapresa a carico dei sospettati.
A metà novembre, Breckinridge compì un raid nel Tennessee settentrionale, spingendo le forze di Alvan Cullem Gillem verso Knoxville dopo la Battaglia di Bull's Gap. Il 17-18 dicembre, fronteggiò due attacchi di cavalleria dell'Unione al comando del maggiore generale George Stoneman nella Battaglia di Marion in Virginia. Superato in numero su ogni fianco, Breckinridge resistette alle forze di Stoneman sino a quando non rimase a corto di munizioni. Le forze di Stoneman furono quindi in grado di danneggiare le locali saline confederate, le miniere e l'area della ferrovia, distruggendo i depositi rifornimenti di Bristol e Abingdon. Rifocillate le proprie truppe e ricaricati i moschetti dopo tre giorni Breckinridge fu in grado di scacciare Stoneman dall'area dal momento che anche lui ora si trovava a corto di munizioni.

#### Segretario della Guerra per i Confederati
James A. Seddon diede le sue dimissioni da Segretario della Guerra per i Confederati il 19 gennaio 1865. Il 6 febbraio, Davis nominò Breckinridge alla posizione vacante, in parte per acquietare le opposizioni alla sua amministrazione. Inizialmente opposto a diversi membri del Congresso Confederato, ottenne il supporto di questi amministrando in maniera più efficiente dei suoi predecessori. Col loro supporto, egli fu in grado di espandere l'influenza del proprio incarico svolgendo assegnamenti, promozioni e raccomandazioni e consigliando i generali sulla strategia da adottare sul campo. Il suo primo atto come segretario fu quello di promuovere Robert E. Lee al rango di generale in capo a tutte le forze confederate. Dopo che Lee riportò al governo la mancanza di cibo, vestiti e rifornimenti per le sue truppe, Breckinridge richiese la rimozione di Lucius B. Northrop, commissario generale delle armate confederate. Il successore di Northrop, Isaac M. St. John, migliorò il rifornimento alle truppe sul campo.

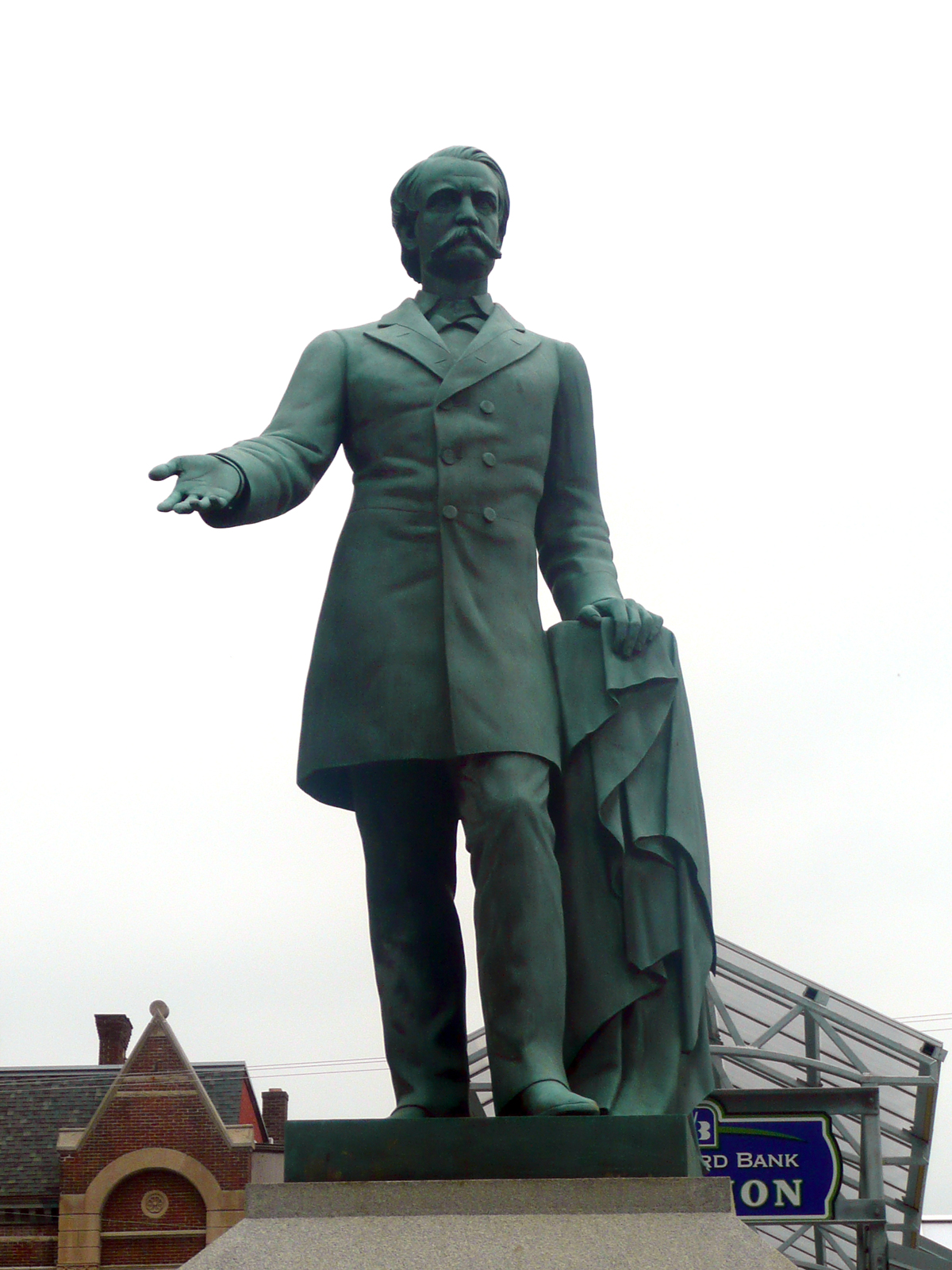
Statua di Breckinridge a Cheapside Park nel centro cittadino di Lexington

Dalla fine di febbraio, Breckinridge concluse che la causa confederata era ormai senza speranze. Le operazioni, delegate giorno per giorno al suo assistente, John Archibald Campbell, iniziarono a dargli il quadro completo della situazione sempre più disperata. Davis desiderava continuare gli scontri, ma Breckinridge disse a tal proposito: "È stata un'epopea magnifica. In nome di Dio facciamo che non termini in farsa." Il 2 aprile, Lee inviò un telegramma a Breckinridge per informarlo della sua intenzione di ritirarsi dalla sua posizione quella notte stessa e che nel contempo si era resa necessaria l'evacuazione di Richmond. Ordinando a Campbell di organizzare l'abbandono dei confederati di Danville, in Virginia, Breckinridge rimase in città per sovrintendere alla distruzione delle principali linee di comunicazioni così da renderle inutilizzabili alle forze federali che avrebbero occupato la città. Nel processo, si assicurò che gli archivi confederati, sia governativi che militari, passassero intatti alle forze dell'Unione, così che l'intero resoconto storico dell'operato dei confederati passasse alla storia correttamente. Alla sua uscita dalla città, ordinò di incendiare i ponti sul fiume James. Suo figlio Clifton, allora impiegato nella Confederate Navy a Richmond, diede le dimissioni dal proprio incarico e seguì suo padre a sud per incontrarsi con Davis.
Dopo aver supervisionato il trasferimento da Richmond, Breckinridge si unì alle forze del generale Lee a Farmville, in Virginia, la notte del 5 aprile e vi rimase sino al 7 aprile. Continuò verso Danville, giungendo l'11 aprile a scoprire che Lee si era arreso il 9 aprile e che il gabinetto di governo dei confederati si era ritirato a Greensboro, Carolina del Nord. Giungendo a Greensboro il 13 aprile, consigliò al gabinetto di governo ed il restante delle armate confederate di arrendersi; solo Davis ed il Segretario di Stato, Judah P. Benjamin, non furono d'accordo. A Bennett Place, assistette Joseph E. Johnston nei negoziati per la sua resa col maggiore generale William Tecumseh Sherman. Sherman lodò successivamente le abilità negoziatrici di Breckinridge, ed i termini della resa vennero poi addirittura criticati da Washington come troppo generosi, costringendo Sherman a concedere i medesimi termini concessi da Grant a Appomattox, che vennero comunque accettati.
Il 18 aprile, Breckinridge seppe da Sherman e da Johnston dell'assassinio di Abraham Lincoln avvenuto quattro giorni prima; il presidente era morto a Petersen House, dove Breckinridge aveva risieduto brevemente sul finire del 1852 come membro del congresso. Gli uomini del Kentucky apparivano visibilmente provati. In quell'occasione, secondo alcuni testimoni, pare che Breckinridge abbia detto: "Signori, il Sud ha perso uno dei suoi migliori amici".
Breckinridge cavalcò quindi verso Abbeville, in Carolina del Sud, la mattina del 28 aprile. Trovandosi qui, Breckinridge ed il brigadiere generale Basil W. Duke alla fine convinsero Davis che la prosecuzione della guerra sarebbe stata senza speranza. Breckinridge venne incaricato della gestione dei 150.000 dollari che costituivano l'ultimo resto della cassa dei Confederati; viaggiando verso sud via treno giunse a Washington (Georgia) con un gruppo di soldati come scorta militare i quali, non pagati da mesi, cercarono di dividere il bottino tra di loro, per poi finire catturati dalle truppe federali. Breckinridge li convinse ad abbandonare il progetto, ma comunque questi si rifiutarono di scortare i lingotti oltre. Breckinridge giunse a Washington il 4 maggio e ivi depositò il tesoro nella banca. In una lettera diede inoltre l'annuncio dello scioglimento del Dipartimento della Guerra.

### La fuga e l'esilio
Il 5 maggio, lo stesso giorno in cui Davis ufficialmente sciolse il governo confederato a Washington, Georgia, Breckinridge licenziò gran parte degli uomini della sua scorta, mantenendo solo un piccolo contingente di kentuckiani al comando di suo cugino, William Campbell Preston Breckinridge. Sentendosi in dovere di salvare Davis, cercò di creare un diversivo che gli permettesse di fuggire. Il giorno successivo, i suoi uomini incontrarono il grosso delle forze federali e mentre suo cugino negoziava col comandante avversario, Breckinridge ed un piccolo contingente fuggirono. Cavalcando verso sud attraverso la Georgia, il gruppo raggiunse Milltown (oggi Lakeland) l'11 maggio e ivi rimase per alcuni giorni. Venuto a conoscenza della cattura di Davis, lasciò Milltown con solo un aiutante militare, un servitore personale e suo figlio Cabell. Il 15 maggio 1865, a Madison (Florida), venne raggiunto dal fuggitivo John Taylor Wood, che aveva servito come capitano della Confederate Navy. Breckinridge e Wood decisero la via dell'esilio verso le Bahamas, ma dal momento che Cabell era allergico ai morsi delle zanzare presenti in quella regione, Breckinridge gli consigliò di arrendersi al più vicino ufficiale federale.

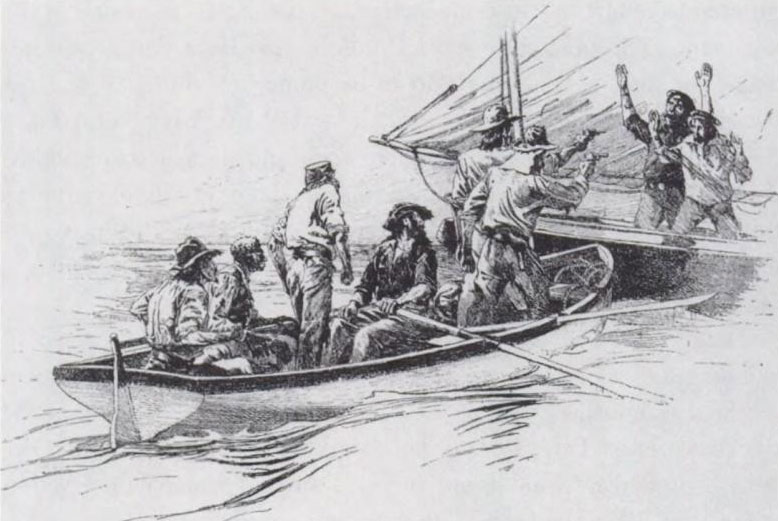
Breckinridge e la sua compagnia a bordo di una barca durante la fuga

A Gainesville, in Florida, il gruppo incontrò il colonnello confederato John Jackson Dickison, che diede loro una barca catturata da una cannoniera federale. Discendendo il fiume St. Johns, il gruppo giunse a Fort Butler il 29 maggio. Da qui, vennero trasportati via terra per 26 km per giungere al fiume Indian. Raggiunsero il fiume il 31 maggio, ma pur seguendo il suo corso a sud, poterono attraversare il fiume solo nelle piane di marea e nelle banchi di sabbia lungo il percorso. Trasferiti via nave all'Oceano Atlantico presso Jupiter, continuarono lungo la costa della Florida e sbarcarono presso l'attuale sito di Palm Beach il 4 giugno. Forti venti impedirono loro di proseguire in mare aperto e pertanto dovettero continuare lungo la costa.
Il 5 giugno, la compagnia venne individuata da un vaporetto federale, ma la ciurma si convinse che si trattasse di cacciatori della costa. Due giorni più tardi, incontrarono una nave di dimensioni maggiori che riuscirono a disarmare e ad occupare. In cambio diedero all'equipaggio la loro vecchia barca e venti dollari in oro, restituendo loro anche alcune armi. Con questo mezzo di fortuna, il gruppo decise di portarsi a Cuba. Partendo da Fort Dallas, sopravvissero ad un incontro con dei pirati, a due tempeste e da una pericolosa mancanza di viveri prima di arrivare alla città di Cárdenas l'11 giugno 1865. Un kentuckiano che viveva in città riconobbe Breckinridge, lo introdusse alle autorità locali e servì al gruppo da interprete. I rifugiati ottennero cibo e rimasero una notte in un hotel locale. La mattina successiva, viaggiarono in treno verso L'Avana, dove Breckinridge ottenne una casa. Egli declinò l'offerta, scegliendo invece di viaggiare con Charles J. Helm, un ex agente confederato ai Caraibi, verso la Gran Bretagna.

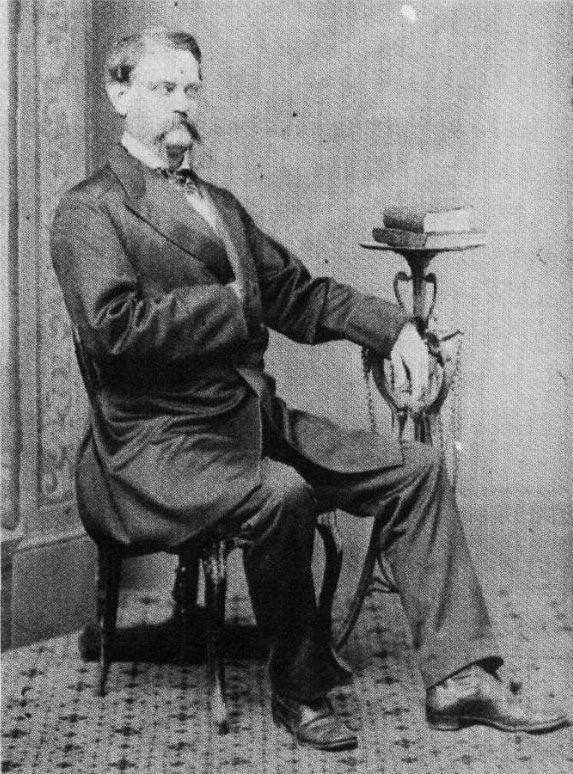
Breckinridge in esilio a Parigi

Giungendo in Gran Bretagna alla fine di luglio, si consultò con diversi ex agenti confederati in loco e riuscì ad entrare in comunicazione con sua moglie che si trovava in Canada. Riattraversando l'Atlantico, i due si riunirono assieme al resto della famiglia (ad eccezione di Clifton) a Toronto il 13 settembre 1865. La famiglia trascorse l'inverno a Toronto, vivendo dapprima in un hotel e poi in una casa in affitto, in un'area dove pure si trovavano molti altri ex confederati, sufficienti, secondo Mrs. Breckinridge, "per formare una società contadina tra di noi." La famiglia si spostò quindi a Niagara nel maggio di quell'anno. In agosto, i dottori notarono che la moglie di Breckinridge era sofferente e le suggerirono di trasferirsi in Francia dove il clima era migliore. Cabell Breckinridge ritornò negli Stati Uniti per portare avanti degli affari con suo fratello Clifton, e Mary, di appena 12 anni, venne inviata dai loro parenti a New York. Il resto della famiglia si portò in Europa, dove i bambini poterono frequentare la scuola a Parigi, a Versailles ed infine a Vevey, in Svizzera. Dalla metà del 1866 sino all'inizio del 1868, Breckinridge girò l'Europa visitando Germania, Austria, Turchia, Grecia, Siria, Egitto e Terra santa; a causa della salute minata, sua moglie rimase in Francia sino al febbraio del 1868 quando lo raggiunse a Napoli. Durante la loro visita in Italia, i Breckinridge vennero ricevuti da papa Pio IX a Roma, ed ebbero l'occasione di visitare Pompei.
Desideroso di tornare negli Stati Uniti ma temendo ancora la propria cattura, Breckinridge si spostò nuovamente a Niagara con la sua famiglia nel giugno del 1868. Pur trovandosi nei pressi del confine con gli Stati Uniti, si rifiutò di richiedere il perdono, per quanto 70 membri dell'Assemblea Generale del Kentucky l'avessero già chiesto per suo conto al presidente Andrew Johnson il 10 febbraio 1866. L'8 gennaio 1868, il consiglio cittadino di Louisville diede ordine che Breckinridge non sarebbe stato perseguitato al suo ritorno. James Beck, vecchio collega di Breckinridge, era allora eletto tra i membri del Congresso e gli scrisse l'11 dicembre 1868, rassicurandolo del fatto che Johnson avesse previsto il perdono a tutti gli ex confederati; egli consigliò a Breckinridge di tornare negli Stati Uniti prima dell'applicazione del perdono generale in quanto temeva che questo sarebbe stato applicato unicamente a quanti si trovavano nel paese, ovvero non a quanti lo avevano volontariamente abbandonato.

### Il ritorno negli Stati Uniti e la morte
Johnson proclamò infine l'amnistia per tutti gli ex confederati il 25 dicembre 1868. Ancora in Canada, Breckinridge attese alcune settimane per essere sicuro che tale amnistia riguardasse anche lui anche se al momento della proclamazione non si trovava ancora negli Stati Uniti. Partito dal Canada il 10 febbraio 1869, fece diverse soste in visita a familiari ed amici lungo il percorso verso Lexington, città dove giunse il 9 marzo. Pur risiedendo nel Kentucky per il resto della sua vita, non comprò più una casa, vivendo dapprima in diversi hotels e poi prendendo in affitto una casa a ct Second Street.

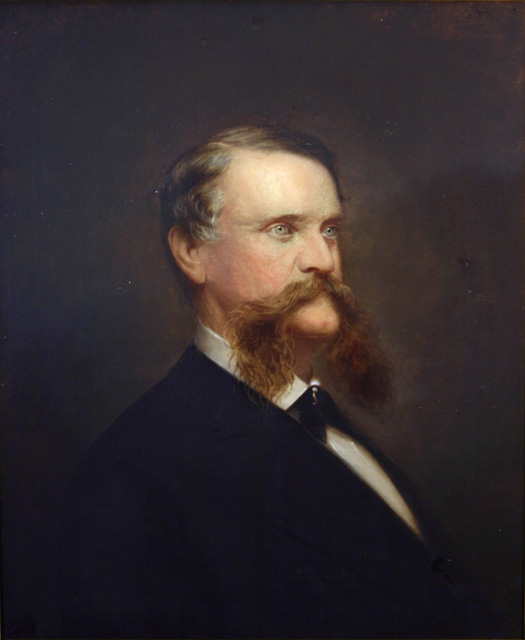
Breckinridge dopo la guerra

Molte compagnie di assicurazione a sud chiesero a Breckinridge di aderirvi per le sue capacità. Nell'agosto del 1868, divenne direttore generale per il Kentucky della locale sede della Virginia's Piedmont Life Insurance Company (che divenne ben presto la Piedmont and Arlington Insurance Company). Il Washington College (oggi Washington and Lee University) gli offrì una cattedra, consigliato in questo dall'ex colonnello confederato William Preston Johnston, che già era membro di quella accademia. ma Breckinridge declinò l'offerta. Riprese la professione di avvocato, prendendo come proprio partner Robert A. Thornton, un ventisettenne ex soldato confederato. Prestò servizio come consigliere e propose la creazione della Cincinnati Southern Railway, che avrebbe collegato Cincinnati a Chattanooga passando per Lexington. Gli ufficiali di Louisville cercarono di bloccare questa mossa che avrebbe rotto il monopolio locale della Louisville and Nashville Railroad sulla tratta a sud. Il 25 gennaio 1870, presentò il suo caso al Senato ed alla Camera nelle rispettive commissioni ai trasporti, ed anche se il progetto venne inizialmente rigettato, venne poi approvato due anni dopo. La costruzione della nuova tratta ebbe inizio nel 1873.
Le successive avventure ferroviarie di Breckinridge ebbero comunque meno successo. Durante il resto della sua vita, non fu in grado di assicurarsi la costruzione di altre tratte per interessi personali. Come presidente della neonata "Elizabethtown, Lexington, and Big Sandy Railroad company", si assicurò delle rendite utili al sostentamento della propria famiglia. Nel 1871, cedette la carica e divenne vicepresidente. Una linea da Lexington a Mount Sterling fu tutto ciò che gli riuscì di ottenere prima del Panico del 1873 che negò ulteriori finanziamenti alle opere. La linea venne al fine completata nel 1881.
Breckinridge rifiutò tutte le richieste - inclusa una rivoltagli dal presidente Ulysses S. Grant – di ritornare in politica, insistendo nel sostenere: "Non ho più quell'eccitazione politica che ha marcato le scene dei miei anni passati [...] sono come un vulcano quiescente." Sulla base della sez. 3 del Quattordicesimo emendamento alla Costituzione degli Stati Uniti, erano necessari i due terzi dei voti di ciascuna camera del Congresso per consentirgli di ottenere un incarico dal momento che egli si era schierato con i Confederati. Egli ad ogni modo non diede mai interesse alla ricerca di queste approvazioni. Parlando da privato cittadino nel marzo del 1870, denunciò pubblicamente le azioni del Ku Klux Klan. Nel 1872, supportò il passaggio di uno statuto che legalizzasse alla pari la testimonianza dei neri con quella dei bianchi nei tribunali.

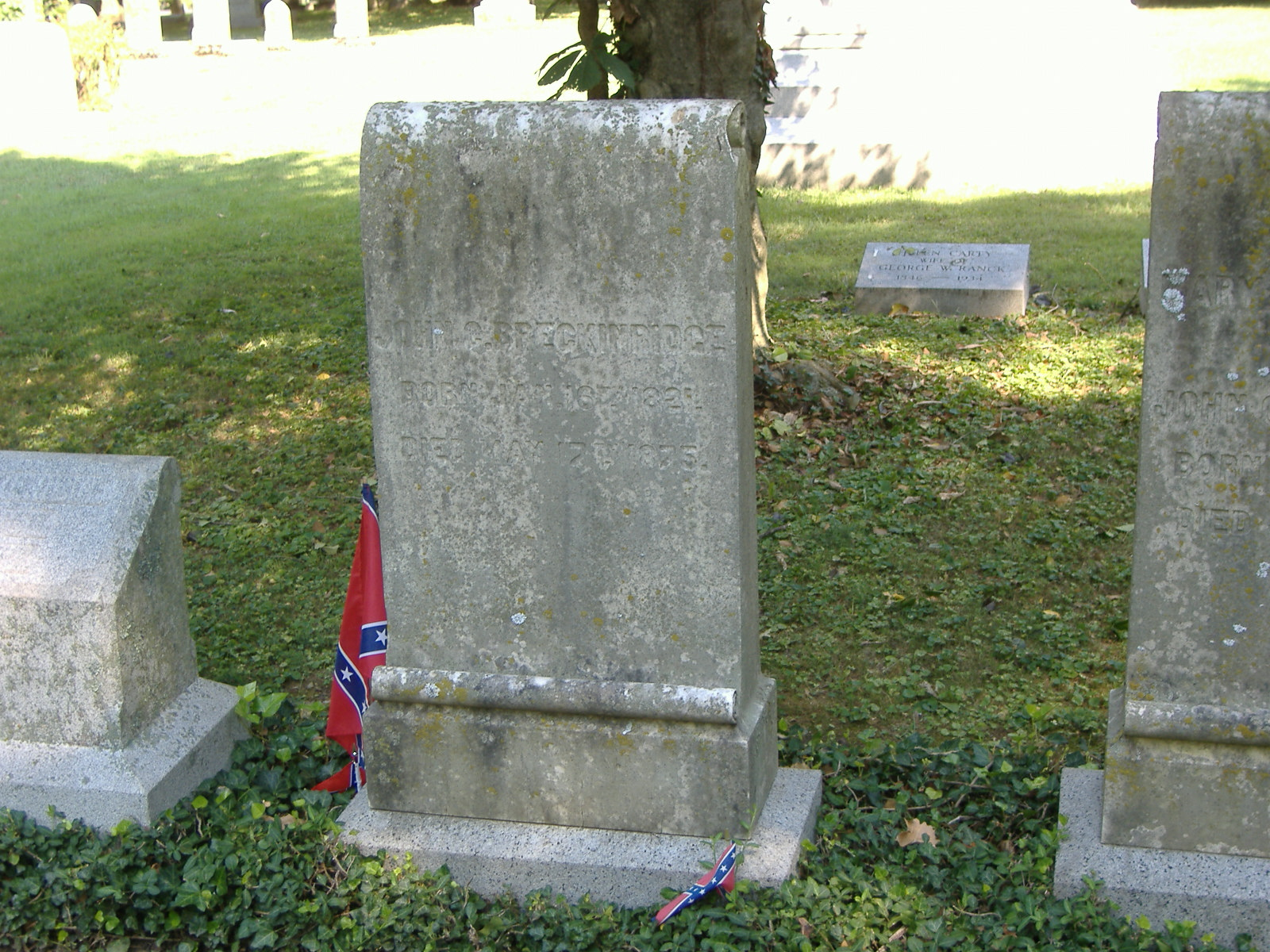
La lapide presso la tomba di Breckinridge

Dal 1873, Breckinridge iniziò ad avere dei problemi di salute che vennero indicati come una "pleuro-polmonite". Diverse visite chirurgiche a New York e frequenti viaggi verso la costa e le montagne della Virginia non migliorarono le sue condizioni. Nel maggio del 1875, consultò i chirurgi Lewis Sayre e Samuel D. Gross, i quali conclusero che la sua salute malferma era conseguenza di una cirrosi e dalle ferite subite negli anni di guerra. L'11 maggio, Sayre tentò un'operazione per togliere parte del fluido formatosi nei polmoni e vi riuscì in parte. Assistito da Beck e da Frank K. Hunt, Breckinridge stese il suo testamento. Sayre provò una seconda operazione la mattina del 17 maggio, ma nel pomeriggio le sue condizioni peggiorarono rapidamente e morì alle 17:45, all'età di 54 anni. Basil Duke guidò la processione del funerale sino al Lexington Cemetery dove la salma di Breckinridge venne sepolta.

## Curiosità
È stato il più giovane vicepresidente della storia americana.
Prendendo parte alla Battaglia di Fort Stevens affrontò sul campo il suo ex-rivale nelle elezioni presidenziali Abramo Lincoln.

## Nella cultura di massa
Breckinridge compare nel film del 2014 Field of Lost Shoes, diretto da Sean McNamara.